# 합천군
합천군(陜川郡)은 대한민국 경상남도 서북부에 있는 군으로, 군청 소재지는 합천읍이고, 행정구역은 1읍 16면이다. 율곡면 내천리는 전두환 전 대통령의 고향 마을이며, 가야면에는 세계문화유산인 장경판전하고 세계기록유산인 팔만대장경이 있는 해인사가 있다.

## 역사
- 1900년대 이후 행정구역의 역사에 대해서는 합천군의 행정 구역#연혁 참고

### 선사시대
합천읍 교동, 대양면 대목리의 석기류 출토와 합천다목적댐 건설시 유적발굴 결과 석기시대부터 사람이 살았던 것으로 추정된다.

### 삼한시대, 가야시대
- 삼한시대에는 변한에 속하였으며 부족국가로는 대량국(합천지방), 초팔혜국(초계지방), 사이기국(삼가지방)이 있었다. 특히 대병면(창리, 하금, 대지), 야로면(금평, 월광), 삼가면(양전)등 해당 지역에 많은 고분이 있으며, 쌍책면 성산리 옥전고분 발굴로 미루어 볼때 강력한 지배세력이 있었던 것으로 추정됨.
- 서기 1~2세기경 합천에 산재해 있던 부족국가들이 차례로 대가야국에 영속되었다.
- 가야의 일원인 다라국이 합천지방에 있었다고 전해진다.

### 삼국시대, 남북국시대
- 562년 (신라 24대 진흥대왕 23년) 가야국 멸망으로 신라에 귀속되었고, 백제에 대항하여 대야주(대량주)가 설치되고 도독부를 두어 군사적으로 강력한 요지인 대야성(大耶城)을 구축하였다.
- 642년 (신라 선덕대왕 11년) 의자왕의 명을 받은 윤충은 대야성을 함락시키고 주민 1천여 명을 사로잡아 백제의 서부 지역 고을에 나누어 살도록 했는데, 이때 대야성 성주로서 성이 함락되자 처자와 더불어 스스로 목숨을 끊은 김품석과 그 아내 고타소랑은 신라의 유력자였던 김춘추(金春秋)(훗날의 태종무열대왕)의 사위와 딸이었다.[3]
- 757년 (신라 35대 경덕대왕 16년 12월) 주(州)에서 군(郡)으로 강등시켜 강양군으로 개칭하였다.
- 803년 (신라 40대 애장대왕 3년) 순응대사, 이정대사 해인사 창건.

### 고려시대
- 1018년 (고려 현종 9년) 강양군을 합주로 승격시키고, 12속현(거창현, 함양현, 산음현, 가조현, 신번현, 초계현, 야로현, 가수현, 삼기현, 단계현, 안음현, 이안현)을 두어 지군사로 하여금 다스리게 하였다.
- 1334년 (충숙왕 3년) 현인 정순기, 변우성의 공적으로 초계현이 초계군으로 승격되고 지군사를 두었다.
- 1373년 (공민왕 22년) 삼기현에 감무를 두어 다스리게 하였으며, 별칭 마장이라 하였다.

### 조선시대 이후
| Daedongyeojido (Gyujanggak) 17-03.jpg | Daedongyeojido (Gyujanggak) 17-02.jpg |
| Daedongyeojido (Gyujanggak) 18-03.jpg | Daedongyeojido (Gyujanggak) 18-02.jpg |

- 1413년 (태종13년) 합천군으로 개칭하고, 9개면으로 축소.[4]
- 1881년 군청(동헌) 이전 (합천읍 영창리->야로면 야로리)
- 1893년 군청 이전 (야로면 야로리->합천읍 합천리 789번지)
- 1896년 (고종33년) 13도제로 바꾸면서 경상남도 합천군으로 되었다.

## 지리

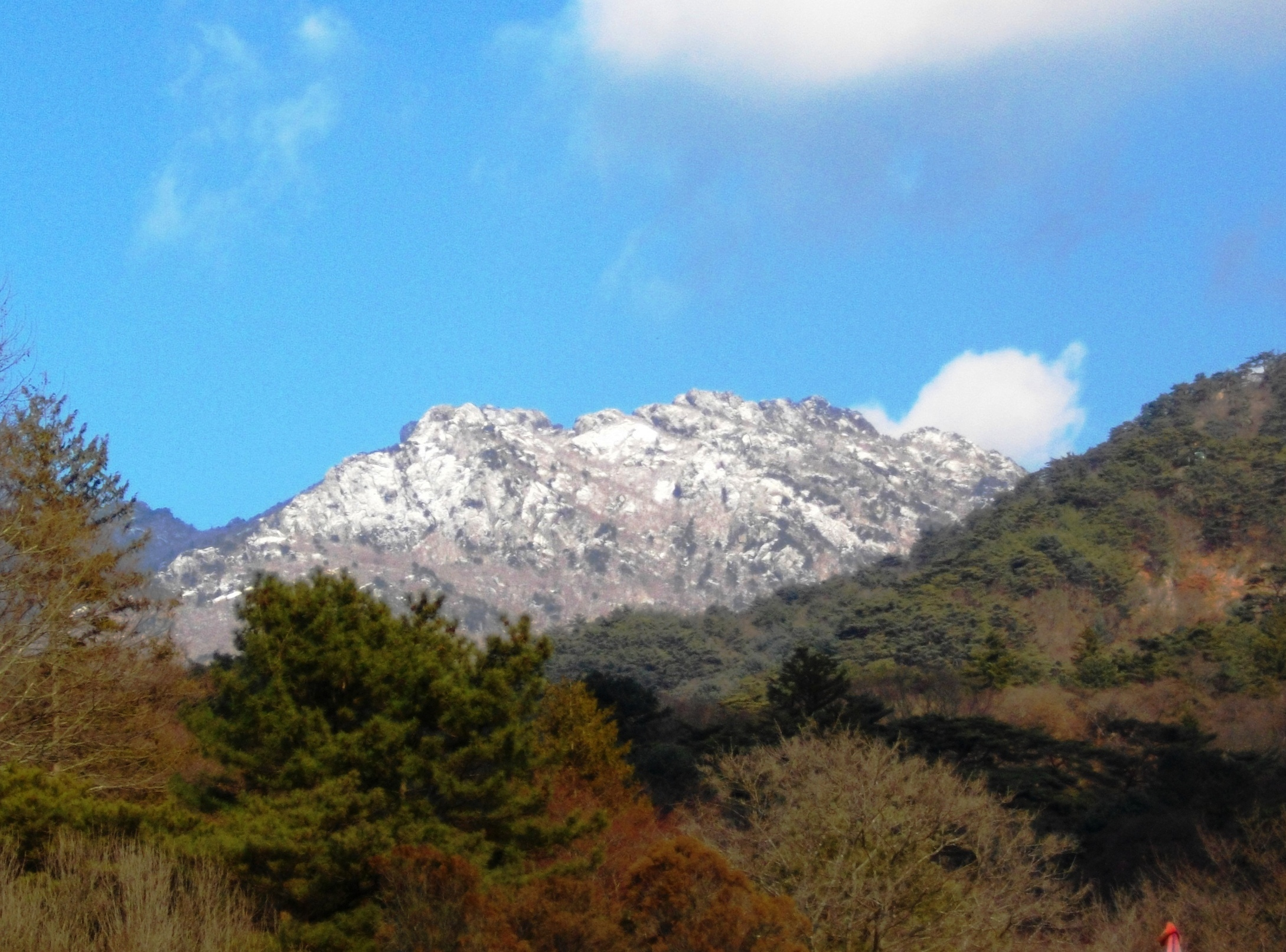
해인사에서 본 가야산

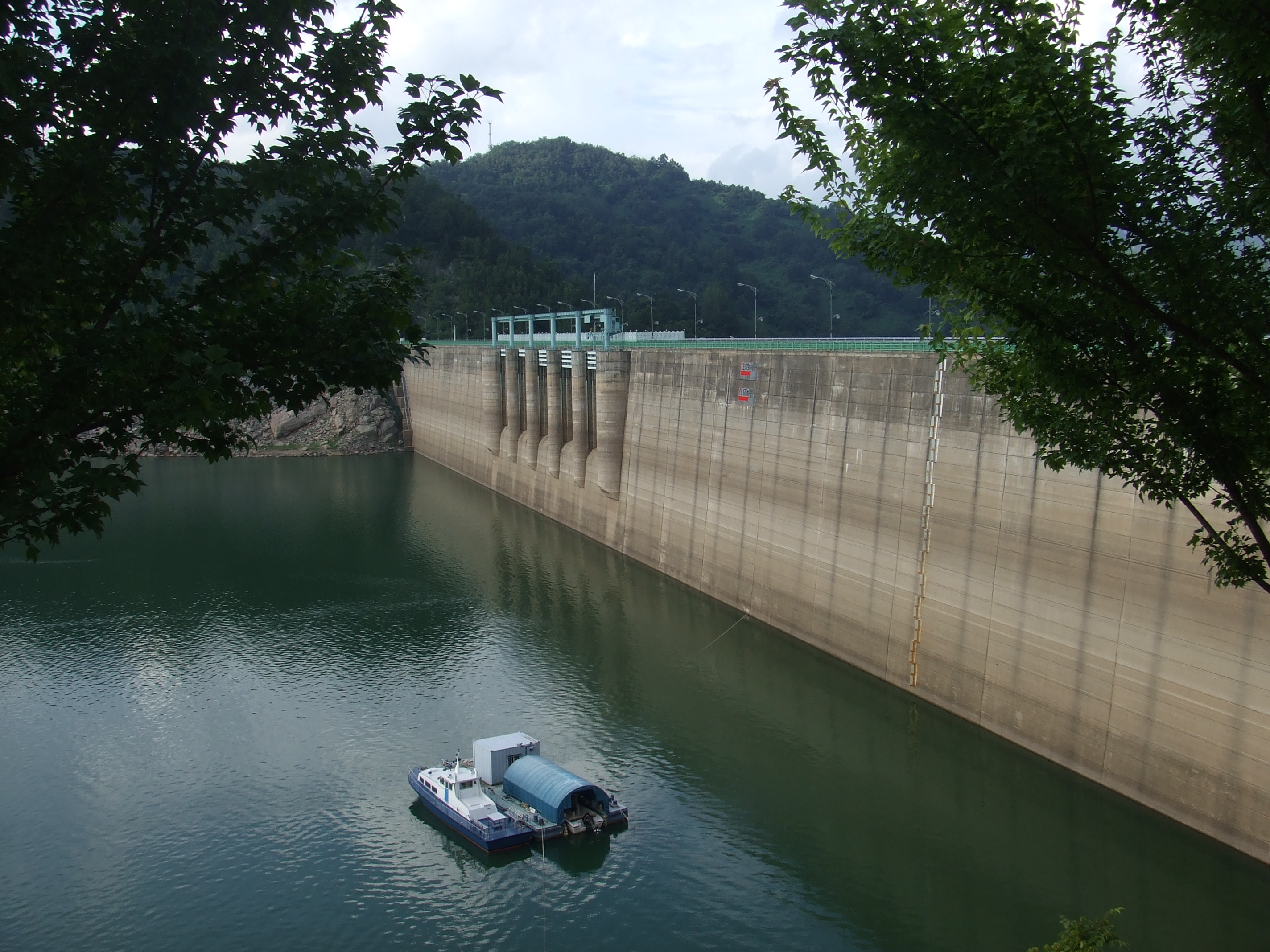
합천댐

합천군은 경상남도 서북부의 산간내륙 지대로, 경상남도의 서북부에 위치하며 동남쪽으로는 창녕군, 의령군과 서쪽으로는 거창군, 산청군과 접하며, 북쪽으로는 경상북도 고령군, 성주군에 접하고 있다. 동부를 제외하고는 높고 험한 산지가 중첩하며, 동부는 낙동강이 스쳐 흐르고 있다. 북쪽의 도계에 솟아있는 유명한 가야산(1,430m)줄기를 본맥으로 하여 크고 작은 산들이 많이 파생하고 있으며, 매화산(954.1m)과 거창군계의 비계산(1,125.7m), 두무산(1,083.4m), 오도산(1,133.7m) 그리고 산청군계의 황매산(1,108m)이 위치하고 있으며 악견산, 금성산, 허굴산, 의룡산과 북부의 가점산, 미숭산, 두무산 남쪽 군계의 자굴산, 미타산 등의 준봉이 중첩기립하여 제각기 정기를 자랑하고 있다. 이와 같이 크고 작은 수많은 지맥이 북부에서 동남으로 향하여 경사는 완만하나 높고 낮은 산맥이 첩첩으로 이어져 들판은 협소하다.
합천의 주요 수계 중 낙동강의 지류로서 본군 관내를 관류하는 직할하천 황강은 거창군 덕유산에서 발원, 여러 계수를 합하여 봉산면에서 남으로 꼬부라져 합천읍에 이르러서는 군 중심부를 관류하면서 율곡면에서 사행한 뒤 청덕면 적포리에서 낙동강 본류에 합류하고, 지방하천인 회천은 가야산에서 발원하여 가야, 야로, 묘산면을 지나 경상북도 고령군을 거쳐 덕곡면으로 이어지고 있다. 서쪽에서 동쪽으로 관류하는 황강은 17개읍면 중 6개면을 남북으로 관통하므로 강의 흐름에 따라 행정지역과 생활권이 분할되어 있는 곳이 많으며 강폭은 넓으나 수심은 얕은 편이다.

### 기후
내륙에 위치한 관계로 한서의 차가 심한 편이다. 2005년 기준 기상개황을 살펴보면 연평균 기온은 13.5˚C, 최저기온은 -14.8˚C, 최고기온은 37.0˚C이다. 강수량은 1,119.6mm이며, 이중 75% 정도가 6월, 7월, 8월에 집중되고 있으며, 때로는 집중호우로 풍수해를 입기도 한다.
| 합천기상관측소 (합천군 합천읍 합천리, 해발 26.72m)의 기후 | 합천기상관측소 (합천군 합천읍 합천리, 해발 26.72m)의 기후 | 합천기상관측소 (합천군 합천읍 합천리, 해발 26.72m)의 기후 | 합천기상관측소 (합천군 합천읍 합천리, 해발 26.72m)의 기후 | 합천기상관측소 (합천군 합천읍 합천리, 해발 26.72m)의 기후 | 합천기상관측소 (합천군 합천읍 합천리, 해발 26.72m)의 기후 | 합천기상관측소 (합천군 합천읍 합천리, 해발 26.72m)의 기후 | 합천기상관측소 (합천군 합천읍 합천리, 해발 26.72m)의 기후 | 합천기상관측소 (합천군 합천읍 합천리, 해발 26.72m)의 기후 | 합천기상관측소 (합천군 합천읍 합천리, 해발 26.72m)의 기후 | 합천기상관측소 (합천군 합천읍 합천리, 해발 26.72m)의 기후 | 합천기상관측소 (합천군 합천읍 합천리, 해발 26.72m)의 기후 | 합천기상관측소 (합천군 합천읍 합천리, 해발 26.72m)의 기후 | 합천기상관측소 (합천군 합천읍 합천리, 해발 26.72m)의 기후 |
| 월                                                        | 1월                                                       | 2월                                                       | 3월                                                       | 4월                                                       | 5월                                                       | 6월                                                       | 7월                                                       | 8월                                                       | 9월                                                       | 10월                                                      | 11월                                                      | 12월                                                      | 연간                                                      |
| --------------------------------------------------------- | --------------------------------------------------------- | --------------------------------------------------------- | --------------------------------------------------------- | --------------------------------------------------------- | --------------------------------------------------------- | --------------------------------------------------------- | --------------------------------------------------------- | --------------------------------------------------------- | --------------------------------------------------------- | --------------------------------------------------------- | --------------------------------------------------------- | --------------------------------------------------------- | --------------------------------------------------------- |
| 역대 최고 기온 °C (°F)                                    | 17.7 (63.9)                                               | 24.4 (75.9)                                               | 27.8 (82.0)                                               | 31.8 (89.2)                                               | 36.2 (97.2)                                               | 36.6 (97.9)                                               | 39.5 (103.1)                                              | 39.2 (102.6)                                              | 36.6 (97.9)                                               | 30.9 (87.6)                                               | 26.4 (79.5)                                               | 20.5 (68.9)                                               | 39.5 (103.1)                                              |
| 일평균 최고 기온 °C (°F)                                  | 7.0 (44.6)                                                | 9.7 (49.5)                                                | 14.6 (58.3)                                               | 20.7 (69.3)                                               | 25.6 (78.1)                                               | 28.5 (83.3)                                               | 30.4 (86.7)                                               | 31.1 (88.0)                                               | 27.1 (80.8)                                               | 22.3 (72.1)                                               | 15.6 (60.1)                                               | 9.0 (48.2)                                                | 20.1 (68.2)                                               |
| 일일 평균 기온 °C (°F)                                    | −0.2 (31.6)                                               | 2.2 (36.0)                                                | 7.3 (45.1)                                                | 13.2 (55.8)                                               | 18.2 (64.8)                                               | 22.2 (72.0)                                               | 25.3 (77.5)                                               | 25.6 (78.1)                                               | 20.9 (69.6)                                               | 14.5 (58.1)                                               | 7.8 (46.0)                                                | 1.7 (35.1)                                                | 13.2 (55.8)                                               |
| 일평균 최저 기온 °C (°F)                                  | −5.9 (21.4)                                               | −4.1 (24.6)                                               | 0.5 (32.9)                                                | 5.8 (42.4)                                                | 11.3 (52.3)                                               | 16.8 (62.2)                                               | 21.4 (70.5)                                               | 21.5 (70.7)                                               | 16.2 (61.2)                                               | 8.7 (47.7)                                                | 2.0 (35.6)                                                | −4.0 (24.8)                                               | 7.5 (45.5)                                                |
| 역대 최저 기온 °C (°F)                                    | −16.9 (1.6)                                               | −16.7 (1.9)                                               | −10.1 (13.8)                                              | −4.6 (23.7)                                               | 1.7 (35.1)                                                | 6.8 (44.2)                                                | 12.8 (55.0)                                               | 12.2 (54.0)                                               | 4.6 (40.3)                                                | −3.6 (25.5)                                               | −9.9 (14.2)                                               | −14.8 (5.4)                                               | −16.9 (1.6)                                               |
| 평균 강수량 mm (인치)                                     | 19.7 (0.78)                                               | 31.3 (1.23)                                               | 54.0 (2.13)                                               | 81.9 (3.22)                                               | 94.1 (3.70)                                               | 146.7 (5.78)                                              | 289.5 (11.40)                                             | 294.8 (11.61)                                             | 158.6 (6.24)                                              | 64.5 (2.54)                                               | 34.7 (1.37)                                               | 20.1 (0.79)                                               | 1,289.9 (50.78)                                           |
| 평균 강수일수 (≥ 0.1 mm)                                  | 4.0                                                       | 4.7                                                       | 6.8                                                       | 8.2                                                       | 8.9                                                       | 9.7                                                       | 14.4                                                      | 14.0                                                      | 9.5                                                       | 5.0                                                       | 5.2                                                       | 3.9                                                       | 94.3                                                      |
| 평균 상대 습도 (%)                                        | 60.5                                                      | 57.3                                                      | 56.5                                                      | 56.2                                                      | 60.5                                                      | 66.7                                                      | 74.3                                                      | 74.8                                                      | 74.2                                                      | 70.6                                                      | 67.3                                                      | 62.6                                                      | 65.1                                                      |
| 평균 월간 일조시간                                        | 182.3                                                     | 185.3                                                     | 208.2                                                     | 213.8                                                     | 224.7                                                     | 172.0                                                     | 147.9                                                     | 163.7                                                     | 161.3                                                     | 190.4                                                     | 167.7                                                     | 172.4                                                     | 2,189.7                                                   |
| 출처: 기상청 (평년값: 1991년~2020년, 극값: 1973년~현재)   |                                                           |                                                           |                                                           |                                                           |                                                           |                                                           |                                                           |                                                           |                                                           |                                                           |                                                           |                                                           |                                                           |

### 지질

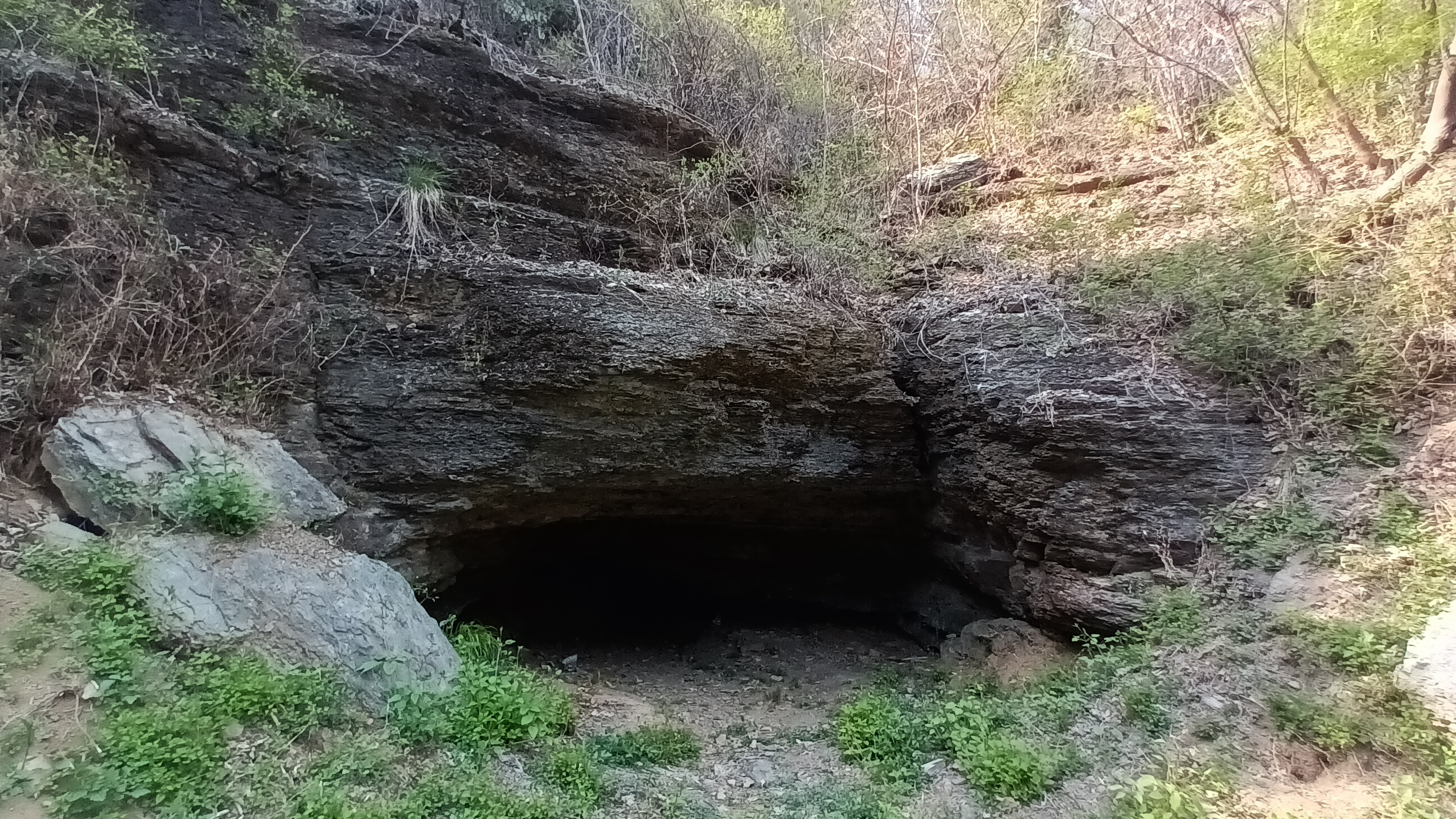
합천배티세일동굴

합천군에는 진주층에 발달한 합천배티세일동굴, 경상 분지 낙동층과 영남 육괴 편마암상 섬장암과의 경계에 위치한 황계폭포와 같은 지질유산이 있다.

## 행정 구역
합천군의 행정 구역은 1읍, 16면, 192법정리, 368행정리로 구성되어 있다. 면적은 983.47km2로 경남 전체의 9.4%이며 이것은 경남의 최고면적이자 서울의 1.6배에 해당하는 면적이다. 인구는 2010년 12월 31일을 기준으로 총 23,896세대 50,608명이다. 인구 최고점은 195,943명이었다.
| 읍·면  | 한자   | 세대   | 인구   | 면적   | 행정 지도 |
| ------ | ------ | ------ | ------ | ------ | --------- |
| 합천읍 | 陜川邑 | 5,068  | 12,009 | 53.04  |           |
| 봉산면 | 鳳山面 | 894    | 1,571  | 80.60  |           |
| 묘산면 | 妙山面 | 943    | 1,707  | 50.02  |           |
| 가야면 | 伽倻面 | 2,257  | 4,635  | 104.99 |           |
| 야로면 | 冶爐面 | 1,394  | 2,690  | 47.91  |           |
| 율곡면 | 栗谷面 | 1,330  | 2,470  | 72.30  |           |
| 초계면 | 草溪面 | 1,405  | 2,731  | 23.03  |           |
| 쌍책면 | 雙冊面 | 786    | 1,371  | 39.62  |           |
| 덕곡면 | 德谷面 | 527    | 922    | 26.61  |           |
| 청덕면 | 靑德面 | 1,075  | 1,832  | 57.50  |           |
| 적중면 | 赤中面 | 894    | 1,584  | 23.91  |           |
| 대양면 | 大陽面 | 960    | 1,670  | 57.12  |           |
| 쌍백면 | 雙栢面 | 1,118  | 1,894  | 63.30  |           |
| 삼가면 | 三嘉面 | 1,916  | 3,563  | 60.57  |           |
| 가회면 | 佳會面 | 1,051  | 1,897  | 70.93  |           |
| 대병면 | 大幷面 | 1,202  | 2,209  | 63.2   |           |
| 용주면 | 龍洲面 | 1,291  | 2,405  | 89.29  |           |
| 합천군 | 陜川郡 | 24,111 | 47,160 | 983.47 |           |

## 정치
1985년 제12대 국회의원부터 2016년 제20대 국회의원까지 31년간 새누리당의 전신인 한나라당, 신한국당, 민주정의당이 국회의원을 석권해 왔다.
현직 국회의원은 경상남도지사를 지냈던 김태호 의원이다.

## 관광

### 세계 유산

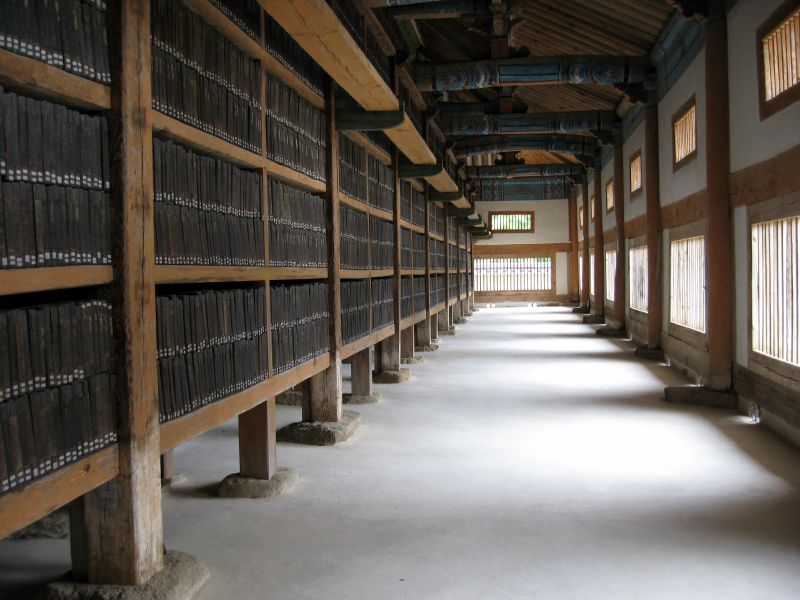
해인사 팔만대장경

- 세계문화유산 - 해인사 장경판전 국보 제52호
- 세계기록유산 - 해인사 대장경판(팔만대장경) 국보 제32호
- 해인사

합천군 가야면 치인리 가야산 중턱에 있는 사찰로서 팔만대장경이 세계기록유산, 팔만대장경(국보 제32호)을 보관하는 장경판전이 세계문화유산으로 지정되었다. 대한불교 조계종 제12교구 본사로 150여 개의 말사를 거느리고 있다. 불교의 삼보사찰 중 ‘법보사찰’로 유명하다. 대적광전의 본존불은 석가모니이다.

### 산
- 가야산

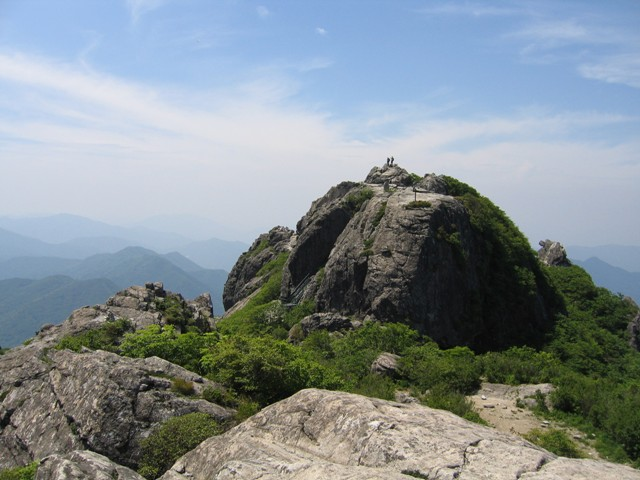
가야산

경상북도 성주군과 경상남도 합천군에 걸쳐 있는 산이다. 1972년 10월 13일 국립공원 제9호로 지정되었으며, 지질은 화강편마암 및 화강암으로 이루어져 있고, 해인사와 신촌락(新村落)이 있는 치인리골과 홍류동계곡은 화강암 침식곡이다. 주봉인 칠불봉과 우두봉, 남산, 단지봉, 남산제1봉, 매화산 등 1,000m내외의 연봉과 능선이 둘러 있다. 예로부터 "조선팔경"의 하나로 알려진 가야산은 산세가 변화무쌍하게 펼쳐진다.

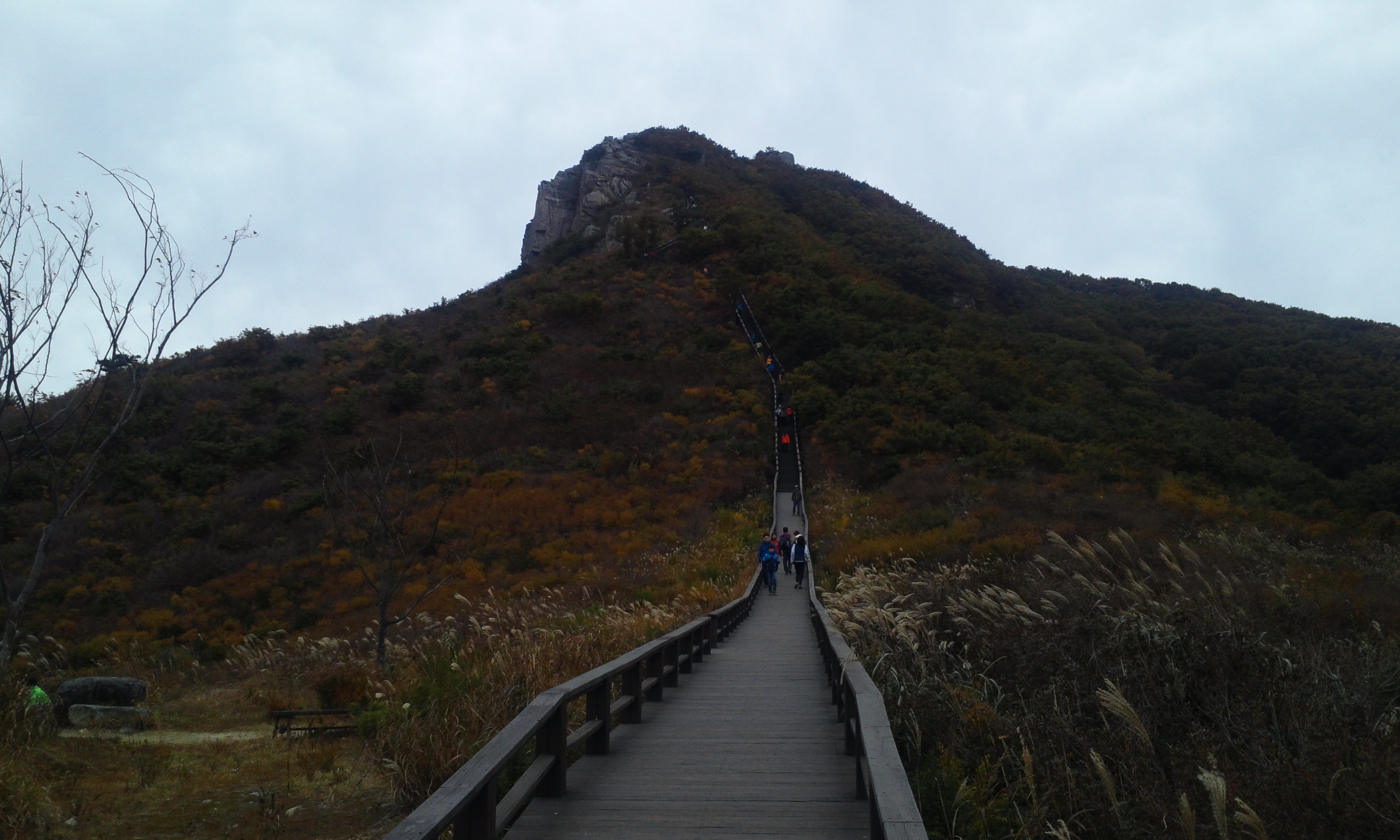
황매산

- 황매산(다른이름 모산재) (해발 1,108m)

경상남도 산청군과 합천군에 걸쳐있는 산이다. 가을에 900m 지점 황매평원에 억새 군락지가 펼쳐져 있어, 관광객 방문이 증가하고 있다. 한국의 명산 중 21번째 명산으로 지정된 바 있으며, 2012년에는 CNN이 선정한 '한국에서 가봐야 할 50선'에 선정됐다. 2015년 산림청에서 발표한 한국 야생화(자주쓴풀, 쑥방망이, 억새 등) 군락지 100대 명소에도 선정됐다.
- 남산제일봉 매화산의 제1봉(해발 1,010m)
- 악견산 (해발 634m)
- 오도산휴양림, 오도산(해발 1,134m)
- 금성산
- 허굴산

### 문화재

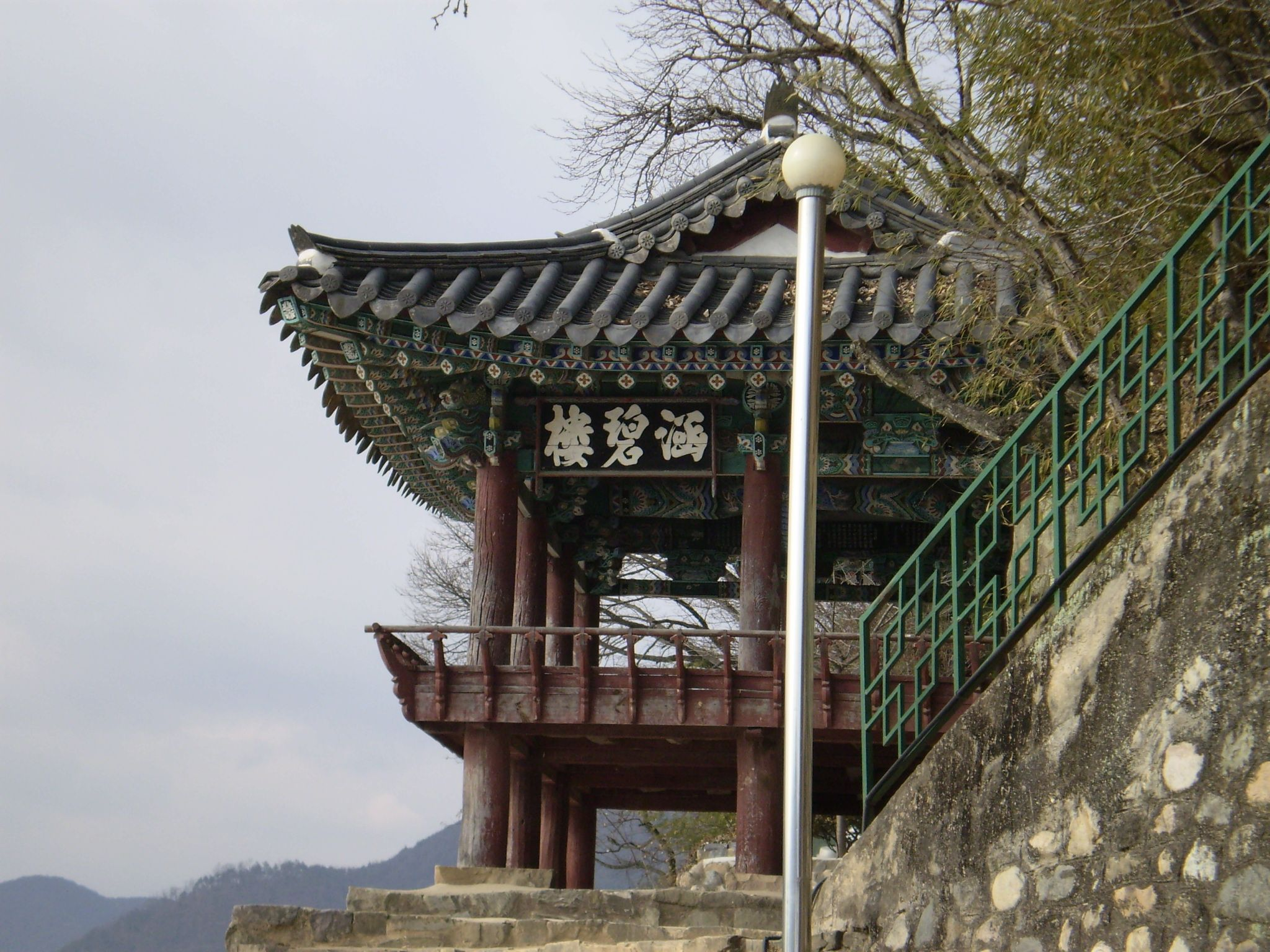
함벽루

- 영암사지(사적 제131호)
- 삼가향교(유형문화재 제229호)
- 홍제암(유형문화재 제156호
- 합천향교(유형문화재 제228호)
- 강양향교(문화재자료 제210호)
- 미숭산성(지방기념물 제67호)
- 함벽루(문화재 자료 제59호)
- 옥전고분군(사적 제326호)
- 호연정(유형문화재 제198호)
- 초계향교(유형문화재 제227호)
- 연호사(문화재 자료 제58호)

### 박물관
- 합천박물관

### 자연
- 묘산소나무(천연기념물 제289호)

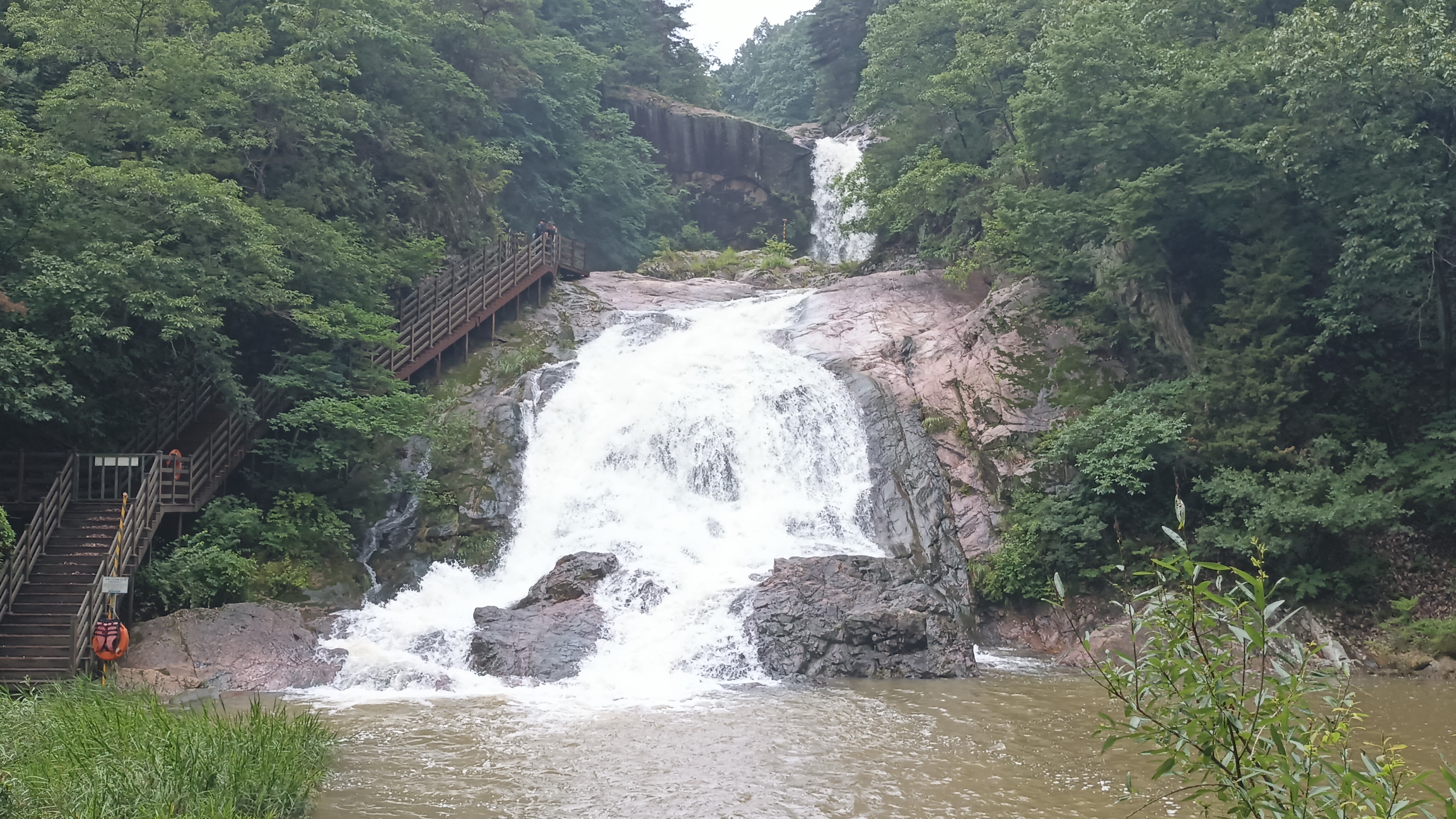
황계폭포와 편마암상섬장암

- 황계폭포 : 합천군의 지질 문서 참조.
- 홍류동계곡
- 합천호: 합천댐이 준공되면서 생긴 호수로 면적은 785만평
- 백리벚꽃길

### 축제
합천군에는 각 계절마다 다양한 행사들이 개최된다. 매년 봄 3월 초에는 합천호 백리 벚꽃길에서 벚꽃마라톤대회가 열린다.7월경에는 황강변의 백사장에서 황강 수중 마라톤 대회가 매년 개최되고 있다. 10월경 매년 가을에는 합천 군민의 문화 행사인 대야 문화제가 열리며 매년 겨울에는 합천호의 결빙 시기에 맞물려 빙어낚시 축제가 개최되고 있다.
- 대장경 천년 세계문화축전
- 황매산철쭉제
- 황강레포츠축제
- 벚꽃마라톤대회
- 군민의날 및 대야문화제

## 교육
초등학교 18개교, 중학교 10개교, 고등학교 6개교로 사립 중학교 및 고등학교가 존재한다.

### 초등학교
| 초등학교 |
| --- |
| \| 공립 - 가회초등학교 - 남정초등학교 - 대병초등학교 - 대양초등학교 - 묘산초등학교 - 봉산초등학교 - 삼가초등학교 - 쌍백초등학교 - 쌍책초등학교 - 야로초등학교 - 영전초등학교 - 용주초등학교 - 적중초등학교 - 청덕초등학교 - 초계초등학교 - 초계초등학교 덕곡분교장 - 합천가야초등학교 - 합천초등학교 \| |
| 공립 - 가회초등학교 - 남정초등학교 - 대병초등학교 - 대양초등학교 - 묘산초등학교 - 봉산초등학교 - 삼가초등학교 - 쌍백초등학교 - 쌍책초등학교 - 야로초등학교 - 영전초등학교 - 용주초등학교 - 적중초등학교 - 청덕초등학교 - 초계초등학교 - 초계초등학교 덕곡분교장 - 합천가야초등학교 - 합천초등학교       |

### 중학교
| 중학교 |                                                                                        |
| --- | -------------------------------------------------------------------------------------- |
| \| 공립 - 삼가중학교 - 야로중학교 - 초계중학교 - 합천중학교 \| 사립 - 가회중학교 - 대병중학교 - 묘산중학교 - 대병중학교 - 합천여자중학교 - 해인중학교 \| |                                                                                        |
| 공립 - 삼가중학교 - 야로중학교 - 초계중학교 - 합천중학교                                                                                                 | 사립 - 가회중학교 - 대병중학교 - 묘산중학교 - 대병중학교 - 합천여자중학교 - 해인중학교 |

### 고등학교
| 고등학교 |                                            |
| --- | ------------------------------------------ |
| \| 공립 - 삼가고등학교 - 야로고등학교 - 초계고등학교 - 합천고등학교 \| 사립 - 합천여자고등학교 - 합천평화고등학교 \| |                                            |
| 공립 - 삼가고등학교 - 야로고등학교 - 초계고등학교 - 합천고등학교                                                     | 사립 - 합천여자고등학교 - 합천평화고등학교 |

### 도서관
| 도서관                  |
| ----------------------- |
| \| 공립 - 합천도서관 \| |
| 공립 - 합천도서관       |

### 학생야영수련원
| 학생야영수련원                      |
| ----------------------------------- |
| \| 공립 - 합천장전학생야영수련원 \| |
| 공립 - 합천장전학생야영수련원       |

## 교통
합천군 중심으로 운행하는 버스를 이용한 대중교통 수단으로는 서흥여객이 유일하다.

## 자매 도시
- 대한민국 화성시
- 대한민국 통영시
- 대한민국 장수군, 부산진구
- 일본 미토요시
- 미국 샌디에이고
- 중국 신창현 (사오싱시)

## 같이 보기
- 대한민국의 지리